# گورستان پارود
قبرستان پارود مربوط به سده‌های متاخر دوران‌های تاریخی پس از اسلام است و در شهرستان سرباز، بخش مرکزی، دهستان پارود، روستای پارود واقع شده و این اثر در تاریخ ۲۷ اسفند ۱۳۸۷ با شمارهٔ ثبت ۲۶۳۴۲ به‌عنوان یکی از آثار ملی ایران به ثبت رسیده است.